# Ronnie Bacon
Ronald Alfred Sydney Bacon (sinh ngày 4 tháng 3 năm 1935) là một cựu cầu thủ bóng đá người Anh thi đấu ở vị trí tiền vệ chạy cánh cho hai câu lạc bộ ở Football League, có 170 lần ra sân.

## Cuộc sống ban đầu
Ronald Alfred Sydney Bacon sinh ngày 4 tháng 3 năm 1935 ở Fakenham, Norfolk.

## Sự nghiệp
Bacon bắt đầu sự nghiệp chuyên nghiệp năm 1955 với Norwich City, và ông có 42 lần ra sân cho đội bóng. Bacon sau đó chuyển đến Gillingham, ra sân thêm 128 trận ở League. Sau đó Bacon thi đấu bóng đá non-league với King's Lynn.